# Irene thành Athena
Irene thành Athena hay Irene người Athena (tiếng Hy Lạp: Ειρήνη η Αθηναία) (752 – 803) là tên thường gọi của Irene Sarantapechaina (tiếng Hy Lạp: Ειρήνη Σαρανταπήχαινα), là Nữ hoàng Đông La Mã đương vị từ năm 797 đến 802. Trước khi trở thành Nữ hoàng đương vị, Irene là Hoàng hậu từ năm 775 đến 780 và Hoàng thái hậu từ năm 780 đến 797. Đôi lúc bà thường tự gọi mình là basileus (βασιλεύς) tức 'Hoàng đế'. Trong thực tế, bà thường gọi mình là basilissa (βασίλισσα) tức 'Nữ hoàng', mặc dù có ba trường hợp cá biệt tước vị basileus được bà sử dụng.

## Thiếu thời
Irene sinh ra trong một gia đình quý tộc Hy Lạp ở Athena là gia tộc Sarantapechos. Dù bà là một đứa trẻ mồ côi nhưng lại có người chú Konstantinos Sarantapechos là một quý tộc và có thể giữ chức strategos (tướng quân) của một tỉnh tại Hy Lạp. Bà được Hoàng đế Konstantinos V đưa đến Constantinoplis vào ngày 1 tháng 11 năm 769 và kết hôn với con trai của ông là Leo IV vào ngày 17 tháng 12. Vào ngày 14 tháng 1 năm 771, Irene đã hạ sinh một đứa con trai sau này là Hoàng đế Konstantinos VI. Khi Konstantinos V mất vào tháng 9 năm 775, Leo mới 25 tuổi kế thừa ngôi vị.
Mặc dù Leo là một người bài trừ thánh tượng và cố theo đuổi một chính sách điều tiết đối với sự bài trừ thánh tượng, thế nhưng chính sách của ông ngày càng trở nên khắc nghiệt hơn vào tháng 8 năm 780, khi một số triều thần bị trừng phạt vì biểu lộ lòng tôn kính các tượng thánh. Theo truyền thuyết, một hôm ông chợt phát hiện ra các tượng thánh bị che giấu trong đống đồ của Irene và từ chối ngủ chung giường với bà sau đó. Tuy nhiên, khi Leo qua đời vào ngày 8 tháng 9 năm 780, Irene đóng vai trò nhiếp chính cho đứa con trai mới lên chín vương hiệu Konstantinos V.

## Nắm quyền
Irene đã gần như ngay lập tức phải đối mặt với một âm mưu mà bà nghe ngóng được là có một nhóm triều thần sẽ đưa Nikephoros, một người em cùng cha khác mẹ của Leo IV lên ngôi Caesar. Để loại trừ khả năng thâu tóm quyền hành của nhóm mưu phản, bà đã lập tức buộc Nikephoros và đồng đảng phải thụ phong linh mục và ra lệnh cho họ quản lý Thánh lễ vào ngày Giáng Sinh.
Ngay từ năm 781, Irene bắt đầu tìm kiếm một mối quan hệ thân mật hơn với nhà Carolingia và Đức Giáo hoàng. Bà tiến hành đàm phán hôn lễ cho con trai bà với Rotrude, con gái của Charlemagne với người vợ thứ ba của ông Hildegard nhằm kết tình thông gia. Irene còn thận trọng gửi một viên quan tới dạy tiếng Hy Lạp cho công chúa người Frank. Rồi đột nhiên Irene đã tự hủy bỏ việc hứa hôn vào năm 787 để chống lại mong muốn của Konstantinos V.
Kế đến Irene phải khuất phục cuộc nổi loạn của Elpidius, viên trấn thủ đảo Sicilia có gia đình đã bị tra tấn và bỏ tù khi một hạm đội được phái đi đã thành công trong việc đánh bại người Sicilia. Elpidius trốn sang châu Phi, rồi từ đó đào thoát sang Ả Rập. Sau thành công của viên tướng quân dưới thời Konstantinos V là Michael Lachanodrakon, người đã đánh lui một cuộc tấn công của người Ả Rập trên tuyến biên giới phía Đông, một đội quân Ả Rập đông đảo dưới sự thống lĩnh của vua Harun al-Rashid đã tiến chiếm vùng Anatolia vào mùa hè năm 782. Viên tướng giữ thành Bucellarian Theme là Tatzates thấy khó chống cự nổi bèn đào thoát sang Ả Rập đã buộc Irene đồng ý thỏa thuận đình chiến ba năm đổi lại bà phải trả một khoản cống nạp hàng năm là 70.000 hoặc 90.000 dinar vàng cho người Ả rập, lại còn cấp cho họ 10.000 bộ quần áo bằng lụa và chuẩn bị chu cấp đầy đủ mọi trong thời gian họ rút quân.

## Triều đại

### Vấn đề tôn giáo

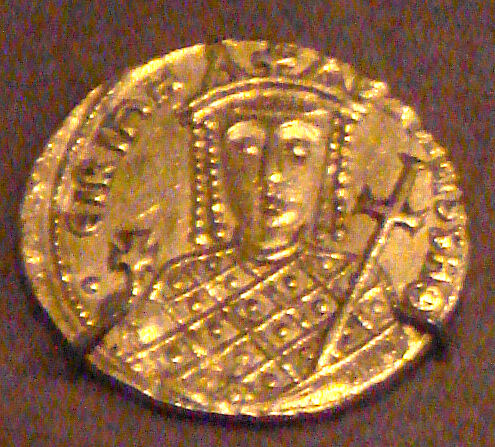
Đồng xu vàng solidus của Irene, 797–802, Constantinoplis.

Hành động đáng chú ý nhất Irene là khôi phục lại tôn kính các tượng thánh Chính Thống giáo (hình ảnh của Chúa Kitô hay các Thánh). Rồi để bầu Tarasios, một trong những quý tộc của bà làm Thượng phụ vào năm 784, Irene đã cho triệu tập hai công đồng Giáo hội. Công đồng đầu tiên được tổ chức vào năm 786 ở Constantinoplis đã thất bại do sự phản đối của binh lính. Công đồng thứ hai được triệu tập tại Nicaea vào năm 787, chính thức phục hồi việc tôn kính các tượng thánh và thống nhất Giáo hội Chính Thống giáo Đông phương với Tòa Thánh La Mã. (Xem thêm Công đồng Ecumenical thứ bảy)
Trong khi việc này giúp cải thiện mối quan hệ với Giáo hoàng thì nó lại không ngăn chặn được sự bùng nổ của một cuộc chiến tranh với người Frank, lúc này đã cất quân đánh chiếm Istria và Benevento vào năm 788. Bất chấp vận rủi, những nỗ lực quân sự của Irene đã gặp một số thành công: năm 782 viên sủng thần của bà là Staurakios đã khuất phục được người Slav vùng Balkan và đặt nền tảng cho sự bành trướng của Đông La Mã và tái Hy Lạp hóa trong khu vực. Tuy nhiên, Irene vẫn hay bị người Ả Rập quấy phá và vào năm 782 và 798 đã phải chấp nhận các điều khoản của các vị Khalip Al-Mahdi và Harun al-Rashid.

### Khuynh đảo triều chính
Khi Konstantinos gần trưởng thành, ông bắt đầu dần dần trở nên không muốn cam chịu dưới sự thống trị độc đoán của mẹ mình. Để tự giải thoát chính mình, ông đã tiến hành binh biến nhưng không may bị Irene phát hiện và dẹp tan không mấy khó khăn, kể từ lúc đó nữ hoàng đã yêu cầu quân thần phải thề sẽ trung thành mỗi mình bà. Sự bất mãn nhân dịp này tăng lên vào năm 790 đã mở ra một cuộc chống đối và đám binh sĩ dẫn đầu bởi Armeniacs, chính thức tuyên bố Konstantinos VI là người cai trị duy nhất.
Mối quan hệ thân hữu có vẻ giả dối được duy trì giữa Konstantinos và Irene mà tước vị nữ hoàng đã được xác nhận vào năm 792, thế nhưng các phe phái đối thủ còn lại, với Irene do sự tác động của những mưu đồ khéo kéo với các giám mục và các triều thần, đã tổ chức một âm mưu hùng cường nhân danh nữ hoàng. Konstantinos chỉ có thể lẩn tránh để viện trợ cho các tỉnh nhưng ngay cả giới quý tộc cũng bày mưu tính kế vây quanh lấy ông. Không may ông bị đám người hầu thân cận bắt giữ trên bờ biển ở Bosphorus châu Á và đưa trở lại cung điện ở Constantinoplis. Nữ hoàng ra lệnh khoét mắt ông chảy máu và chết vài ngày sau đó. Hiện tượng nhật thực và bóng tối kéo dài 17 ngày sau đó được những người mê tín cho là do sự ghê tởm của trời đối với sự kiện này.
Dù đôi lúc có ý kiến cho rằng bà hành xử như một vị vua, hơn nữa Irene còn tự gọi mình là "basileus" (βασιλεύς), 'hoàng đế', chứ không phải là "basilissa" (βασίλισσα), 'nữ hoàng', trên thực tế chỉ có ba trường hợp mà bà sử dụng danh hiệu "basileus": hai tài liệu về pháp luật mà bà đã ký tên mình là "Hoàng đế người La Mã" và một đồng tiền vàng của bà được tìm thấy ở Sicilia mang danh hiệu "basileus". Trong mối quan hệ với các đồng tiền, dòng chữ có chất lượng kém và vì thế việc quy ra các đồng tiền này là của bà có vấn đề. Trên thực tế, bà đã sử dụng danh hiệu "basilissa" này trong tất cả các chiếu chỉ, văn thư, tiền xu và con dấu khác.

## Di sản
Irene ở ngôi được năm năm từ 797 đến 802. Giáo hoàng Leo III lúc này đang cần sự giúp đỡ chống lại kẻ thù chính trị ở Roma và là người chứng kiến ngôi vị Hoàng đế Đông La Mã gần như bỏ trống đã làm lễ đăng quang cho Charlemagne làm Hoàng đế La Mã vào năm 800. Điều này được xem như là một sự xúc phạm đến Đế quốc Đông La Mã. Tuy nhiên, Irene được cho là đã cố gắng thương lượng một cuộc hôn nhân giữa bà với Charlemagne nhưng theo chính Theophanes the Confessor cho biết, kế hoạch đã bị thất bại cũng do sự can thiệp của Aetios, một trong những sủng thần của nữ hoàng.
Năm 802, giới quý tộc tiến hành binh biến bắt giữ bà và đưa Nikephoros, trưởng quan tài chính (logothetēs tou genikou) lên ngôi hoàng đế. Irene bị lưu đày đến đảo Lesbos và buộc phải tự xoay xở lấy. Do phải sống khổ cực cộng với sức khỏe suy nhược nên sang năm sau (803) thì bà qua đời.
Lòng nhiệt thành của Irene trong việc khôi phục sự thờ phụng tượng thánh và tu viện đã được Theodore the Confessor ca ngợi bà như một vị thánh của Giáo hội Chính Thống giáo Đông phương, nhưng bà vẫn không được phong thánh. Lời tuyên bố về việc phong thánh cho bà chủ yếu là từ các nguồn sử liệu của phương Tây. Lời tuyên bố như vậy cũng không có cơ sở từ quyển Menaion (cuốn sách về nghi thức tế lễ cung cấp những điều hợp lệ cho các thánh của Giáo hội Chính Thống giáo Đông phương), cuốn "Cuộc đời các Thánh" của nhà thần học Nikodemos the Hagiorite hoặc bất kỳ cuốn sách nào khác của Giáo hội Chính Thống giáo Đông phương.

## Gia đình
Qua cuộc hôn nhân với Hoàng đế Leo IV, Irene chỉ có một đứa con trai duy nhất là Konstantinos VI sẽ kế thừa ngôi vị sau này. Một người bà con của Irene là Theophano đã được Hoàng đế Nikephoros I chọn làm con dâu cho cậu con trai và người kế vị của mình là Staurakios vào năm 807. Một người họ hàng nữ khác không rõ tên được gia tộc gả cho Telerig, thủ lĩnh rợ Bulgar vào năm 776. Ngoài ra, Irene còn có một đứa cháu trai khác.